# Oxnö
Oxnö är en ö i sydvästra delen av Nynäshamns kommun, Stockholms län. Ön tillhör Torölandet och är belägen ungefär 10 km från Nynäshamn.
Oxnö har förbindelse med fastlandet genom Tottnäsbron. Bebyggelse finns på den norra och södra delen av ön samt den västra kusten. På östkusten finns halvön Ängsholmen. 
På Oxnö ligger flera äldre torp, bland annat Lilla Eksjö, Björnlund och Stora Eksjö.